# Toro Rosso STR14
El Toro Rosso STR14 fue un monoplaza de Fórmula 1 diseñado por Scuderia Toro Rosso para competir en la temporada 2019. Por segundo año consecutivo para el equipo, la unidad de potencia, el sistema de transmisión de ocho velocidades y el sistema de recuperación de energía son de Honda. El coche es conducido por Daniil Kvyat y Alexander Albon. Fue el último vehículo de la Scuderia Toro Rosso bajo ese nombre, ya que en 2020 pasó a ser Scuderia AlphaTauri.

## Resultados
(Clave) (negrita indica pole position) (cursiva indica vuelta rápida)

| Año     | Motor                 | Neu. | N.º | Pilotos         | 1   | 2   | 3   | 4   | 5   | 6   | 7   | 8   | 9   | 10  | 11  | 12  | 13  | 14  | 15  | 16  | 17  | 18  | 19  | 20  | 21  | Puntos | Pos. |
| ------- | --------------------- | ---- | --- | --------------- | --- | --- | --- | --- | --- | --- | --- | --- | --- | --- | --- | --- | --- | --- | --- | --- | --- | --- | --- | --- | --- | ------ | ---- |
| 2019    | Honda RA619H V6 Turbo | P    |     |                 | AUS | BHR | CHN | AZE | ESP | MON | CAN | FRA | AUT | GBR | GER | HUN | BEL | ITA | SIN | RUS | JPN | MEX | USA | BRA | ABU | 85     | 6.º  |
| 2019    | Honda RA619H V6 Turbo | P    | 10  | Pierre Gasly    |     |     |     |     |     |     |     |     |     |     |     |     | 9   | 11  | 8   | 14  | 7   | 9   | 16  | 2   | 18  | 85     | 6.º  |
| 2019    | Honda RA619H V6 Turbo | P    | 23  | Alexander Albon | 14  | 9   | 10  | 11  | 11  | 8   | Ret | 15  | 15  | 12  | 6   | 10  |     |     |     |     |     |     |     |     |     | 85     | 6.º  |
| 2019    | Honda RA619H V6 Turbo | P    | 26  | Daniil Kvyat    | 10  | 12  | Ret | Ret | 9   | 7   | 10  | 14  | 17  | 9   | 3   | 15  | 7   | Ret | 15  | 12  | 10  | 11  | 12  | 10  | 9   | 85     | 6.º  |
| Fuente: |                       |      |     |                 |     |     |     |     |     |     |     |     |     |     |     |     |     |     |     |     |     |     |     |     |     |        |      |